# The Power of Love (canción de Huey Lewis and the News)
«The Power of Love» —en español: «El poder del amor»— o simplemente conocido como «Power of Love», es un sencillo de 1985 de la banda estadounidense de pop rock Huey Lewis and the News, compuesta y presentada para la exitosa película Volver al futuro. La canción fue el primer número uno del grupo en llegar al Billboard Hot 100, el segundo en alcanzar la cima del Top Rock Tracks y fue un éxito en el Reino Unido ya que estuvo en el los diez mejores de la UK Singles Chart, donde había sido publicado como parte del cuarto álbum de estudio Fore!. Recibió una nominación al Premio Óscar por mejor canción original pero perdió contra «Say You, Say Me» de Lionel Richie.

## Uso enBack to the Future
La canción aparece al principio de Back to the Future, cuando Marty McFly (Michael J. Fox) se dirige a la escuela en su patineta. Luego McFly y su grupo tocan una versión hard rock de «The Power of Love» para una audición de Battle of the Bands (donde un maestro interpretado por el mismo Huey Lewis es quién los juzga, y los rechaza por su forma de tocar) y cuando Marty regresa a su barrio también se puede escuchar la canción. En la secuela Back to the Future Part II durante 2015, Marty intenta tocar la canción con su guitarra justo después de ser despedido, pero termina tocándola pésimamente debido a un accidente que sufrió su mano en 1985 con un Rolls-Royce. Finalmente se la puede oír en la camioneta cuando Needles está conduciendo junto a sus amigos y cuando Needles desafía a Marty en la carrera de coches que determina el destino cerca del final de Back to the Future Part III. 
El vídeo musical que se grabó para la canción muestra a la banda tocando en un club nocturno con la aparición del Dr. Emmett Brown (Christopher Lloyd) bajando de su DeLorean, aparentemente luego de viajar en el tiempo y un grupo de personas robándolo para un paseo de alegría.

## Lista de canciones
| Sencillo de 7" Chrysalis / HUEY 1 Reino Unido 1. «The Power of Love» - 3:53 2. «Bad Is Bad» - 3:46 Sencillo de 7" Chrysalis / HUEY 3 Reino Unido 1. «The Power of Love» 2. «Do You Believe in Love?» - se publicó como un picture disc de 7" HUEYP 3 - reedición de 1986 Sencillo de 7" Chrysalis / 107 614 Canadá 1. «The Power of Love» – 4:21 2. «Finally Found a Home» – 3:41 Sencillo de 7" Chrysalis / CHS-42876 Canadá 1. «The Power of Love» - 3:53 2. «Bad is Bad» - 3:46 | Sencillo de 12" Chrysalis / CS 42889 Estados Unidos 1. «The Power of Love» (Long versión) – 7:10 2. «The Power of Love» (Instrumental) – 4:12 3. «The Power of Love» (Short versión) – 4:18 - remezclado por John "Jellybean" Benítez Sencillo de 12" Chrysalis / HUEYX1 Reino Unido 1. «The Power of Love» – 7:10 2. «Bad Is Bad» – 3:46 3. «It's All Right» (versión en vivo) (Curtis Mayfield) – 3:03 4. «I Want a New Drug» (versión en vivo) – 5:57 Sencillo de 12" Chrysalis / HUEYX3 Reino Unido 1. «The Power of Love» (versión extendida) 2. «Do You Believe in Love?» 3. «Back in Time» - reedición de 1986 Sencillo de 12" Chrysalis / 601 822 Alemania 1. «The Power of Love» – 7:10 2. «It's All Right» (versión en vivo) (Curtis Mayfield) – 3:03 3. «I Want a New Drug» (versión en vivo) – 5:57 - Pista 1 remezclado por John "Jellybean" Benítez |

## Listas y certificación
«The Power of Love» debutó en el Billboard Hot 100 entrando en el puesto número 46 en la semana que finalizó con el 29 de junio de 1985, con Billboard llamándola «un éxito monstruoso fuera de caja».

### Listas semanales
| Lista (1985)                      | Máxima posición |
| --------------------------------- | --------------- |
| Australian Kent Music Report      | 1               |
| Austrian Singles Chart            | 24              |
| Belgian Singles Chart (Flanders)  | 17              |
| Canadian RPM Top Singles          | 1               |
| Dutch Singles Chart               | 25              |
| Finnish Singles Chart             | 23              |
| French Singles Chart              | 38              |
| Germán Singles Chart              | 16              |
| Irish Singles Chart               | 5               |
| Italian Singles Chart             | 11              |
| New Zealand Singles Chart         | 3               |
| South African Singles Chart       | 4               |
| Swiss Singles Chart               | 11              |
| Reino Unido (UK Singles Chart)    | 9               |
| US Billboard Hot 100              | 1               |
| US Billboard Hot Dance Club Songs | 22              |
| US Billboard Adult Contemporary   | 6               |
| US Billboard Top Rock Tracks      | 1               |
| Zimbabue Singles Chart            | 7               |

| Lista (1985)                         | Posición |
| ------------------------------------ | -------- |
| Australia (ARIA)                     | 24       |
| Canada Top Singles (RPM)             | 11       |
| New Zealand (Recorded Music NZ)      | 29       |
| US Billboard Hot 100                 | 15       |
| Lista (1986)                         | Posición |
| UK Singles (Official Charts Company) | 84       |

| País                  | Certificación | Unidades certif./Ventas |
| --------------------- | ------------- | ----------------------- |
| Canadá (Music Canada) | Oro           | 50 000^                 |
| Reino Unido (BPI)     | Plata         | 250 000^                |
| Estados Unidos (RIAA) | Oro           | 500 000^                |

## Sucesiones
| Predecesor: «If You Love Somebody Set Them Free» de Sting        | Hot Mainstream Rock Tracks sencillo número uno 20 de julio de 1985        | Sucesor: «Money for Nothing» de Dire Straits            |
| Predecesor: «Shout» de Tears for Fears                           | Billboard Hot 100 sencillo número uno 24 de agosto – 31 de agosto de 1985 | Sucesor: «St. Elmo's Fire (Man in Motion)» de John Parr |
| Predecesor: «You Spin Me Round (Like a Record)» de Dead or Alive | Canadian Top Singles sencillo número uno 24 de agosto de 1985             | Sucesor: «We Don't Need Another Hero» de Tina Turner    |

## Otras versiones
- En 2005, una versión de la banda de Drive-Thru Records The Early November aparece en el álbum compilatorio Punk Goes 80's.
- En 2007, The Pigeon Detectives grabó una versión en la BBC Radio 1 por el aniversario número 40 y fue incluida en el disco recopilatorio Radio 1 Established 1967.
- En 2010, la canción fue versionada por I Fight Dragons para su EP Welcome to the Breakdown.
- En agosto de 2011, la banda estadounidense de indie rock The Hold Steady para el programa de entretenimiento The A.V. Club.[18]